# 聖路易斯 (安卡什大區)
9°05′27″S 77°19′38″W / 9.09083°S 77.32722°W

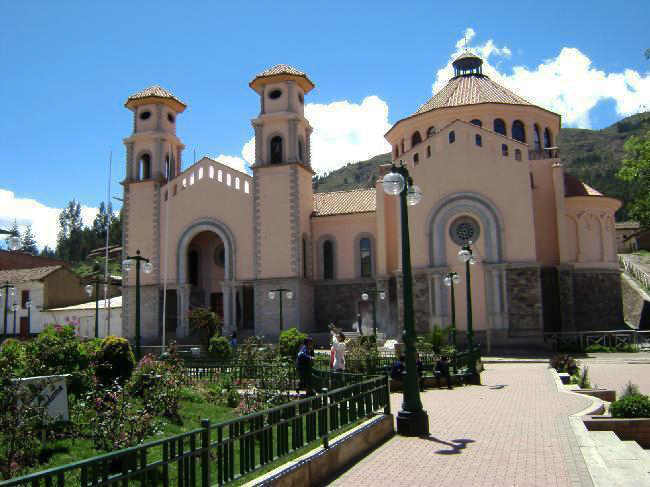

聖路易斯（西班牙語：San Luis），是秘魯的城鎮，位於該國北部安卡什大區，是卡洛斯費爾明菲茨卡拉爾省的首府，面積256平方公里，海拔高度3,131米，每年平均降雨量700毫米，2005年人口1,281。